# Пилясов, Александр Николаевич
Пилясов Александр Николаевич (род. 11 марта 1962, Магадан) — российский экономико-географ, доктор географических наук, профессор, специалист по северным регионам и Арктике, автор многочисленных работ по географии инноваций. Председатель российской секции Европейской ассоциации региональной науки (ERSA) и председатель социально-экономической секции Экспертного совета по Арктике и Антарктике при Председателе СФ ФС РФ. Генеральный директор Института регионального консалтинга.

## Биография
Окончил географический факультет ЛГУ (1984, с отличием) и аспирантуру кафедры экономической географии (1987), тема кандидатской диссертации «Эколого-географическое исследование населения Колымо-Магаданского промышленного района».
С 1987 по 1997 год научный сотрудник Северо-Восточного комплексного НИИ ДВО РАН в Магадане. В 1995 году защитил в ЛГУ докторскую диссертацию «Закономерности и особенности освоения Северо-Востока России: ретроспектива и прогноз».
В 1997—2000 годах начальник Управления экономической политики, затем начальник Отдела Арктики Госкомсевера России (Москва).
В 2001 по 2017 годы работал в Совете по изучению производительных сил Минэкономразвития России и РАН: заместитель начальника отдела, директор Центра экономики Севера и Арктики.
С 2017 года — генеральный директор АНО «Институт регионального консалтинга».
С 2018 года профессор кафедры социально-экономической географии зарубежных стран географического факультета МГУ им. М. В. Ломоносова.

## Публикации
1. Пилясов А. Н. Новая роль государства в развитии хозяйства регионов Севера. // Север как объект комплексных региональных исследований / Отв. ред. В. Н. Лаженцев. — Сыктывкар, 2005. 512с.
2. Пилясов А. Н. Региональная собственность в России: свои и чужие. // Отечественные записки, 2005. № 1. С. 84-111
3. Пилясов А. Н., Разбегин В. Н. Опыт регионального программирования в России в 1992—2004 гг. // Пространственная экономика. 2005. № 3. С. 137—147.
4. Пилясов А. Н. Земельные требования народов Севера и инвестиционные проекты освоения ресурсов Азиатской России. // Проблемные регионы ресурсного типа: Азиатская часть России. // Под ред. В. А. Ламина, В. Ю. Малова.: Новосибирск. Изд-во СО РАН. 2005. 386с. С. 165—186.
5. Пилясов А. Н., Разбегин В. Н. Обобщение опыта регионального программирования в России в 1992—2004 годах. // Федеральные целевые программы регионального развития как инструмент государственной политики в современных условиях.: Москва, СОПС. 2005. 168с. С.65-140.
6. Пилясов А. Н. Самарская область — на пути к информационному обществу. // Взаимодействие городских и сельских местностей в региональном развитии. М.: ИГРАН. 2005. 348с. С. 166—201.
7. Пилясов А. Н. Сравнительный анализ решения социальных проблем в регионах Российского Севера. // Российский Север: траектория и перспективы социального развития. М.: КНОРУС. 2006. Том 2. 1302с. С. 792—811.
8. Пилясов А. Н. Арктическая экономика: сущность, тренды новейшего времени, национальные модели. //Российский Север: траектория и перспективы социального развития. М. : КНОРУС. 2006. 1302с. Том 2. С.979-1024.
9. Пилясов А. Н. И последние станут первыми. // Отечественные записки. Том. 32. 2006. № 5. С.8-25.
10. Пилясов А. Н. Сообщества северной периферии на этапе постиндустриальной трансформации. // Север: проблемы периферийных территорий. Сыктывкар. 2007. С. 35-57.
11. Пилясов А. Н. Рынки труда в эпоху перехода от индустриальной экономики к экономике услуг. // Отечественные записки. 2007. № 3. С. 230—258.
12. Пилясов А. Н. «Пространство, люди, экономика Югры» // Отв. ред. С. С. Артоболевский // Москва. Институт географии РАН. 2007. Разделы 2.2.-2.5, 3.1-3.3, 10.1 и. 10.3.
13. Пилясов А. Н., Колесникова О. В. Оценка творческого потенциала российских региональных сообществ. // Вопросы экономики. 2008. № 9. С.50-69
14. Пилясов А. Н. Рецензия на книгу Пилипенко И. В. Конкурентоспособность стран и регионов в мировом хозяйстве: теория, опыт малых стран Западной и Северной Европы. Смоленск. Ойкумена. 2005. 496с. // Известия Русского географического общества. 2008. Вып. 3. С. 81-86.
15. Пилясов А. Н. Контуры инновационного развития Российского Севера. // Журнал РО РАЕН Арктическая идея. 2008. Март. С. 40-41.
16. Пилясов А. Н. Зональные факторы постиндустриальной трансформации (на примере Российского Севера). // Журнал РО РАЕН Арктическая идея. 2009. Апрель. С. 40-41.
17. Пилясов А. Н. И последние станут первыми. Северная периферия на пути к экономике знания. М.: УРСС. 2009. 542с.
18. Пилясов А. Н., Курицына-Корсовская Е. Н. Географическое измерение инновационной деятельности в России. // Известия РАН. Серия географическая. 2009. № 2. С. 1-9.
19. Pilyasov A.N. Arctic in the new creative age. // UNESCO. 2009: Climate change and Arctic sustainable development.
20. Пилясов А. Н., Курицына-Корсовская Е. Н. Анализ регионального распределения российских Интернет-доменов. // Известия РАН. Серия географическая. 2009. № 6. С.
21. Пилясов А. Н. Преобразование дальневосточных окраин СССР в эпоху ранней индустриализации. // Советский Дальний Восток в 1930-е годы. Москва. 2009. ОАО «РАО Энергетические системы Востока». С.7-15.
22. Пилясов А. Н. Как использовать идеи Н. Н. Колосовского для нового экономического районирования постиндустриальной России? // Теория социально-экономической географии: современное состояние и перспективы развития. Материалы международной научной конференции. Ростов-на-Дону. 4-8 мая 2010 г. Ростов н/Д. 2010: Изд-во ЮФУ. 2010. 476с. С.67-72.
23. Пилясов А. Н. Развитие региональной науки и вызовы перед российским сообществом экономико-географов и региональных экономистов. // Региональные исследования. 2010. № 3. С.16-41